# ろ座銀河団
ろ座銀河団（ろざぎんがだん、英： Fornax Cluster）は、約6500万光年の距離にある、1億光年以内ではおとめ座銀河団についで2番目に空間密度が高い銀河団である（ただし、おとめ座銀河団と比較すれば非常に小さい）。
この銀河団は基本的にはろ座の領域内にあり、おそらく近傍のエリダヌス座銀河群はこの銀河団に従属している。銀河団としては小規模であるが、ろ座銀河団は、このような銀河団の進化についての価値ある情報源である。それは、サブグループ（エリダヌス座銀河群）がメイングループ（ろ座銀河団）に吸収される際の現象を見せてくれ、  銀河スケールの上位構造についての手がかりを与えてくれる。  銀河団の中心にはNGC 1399があり、他に主な構成メンバーとしてNGC 1427Aと NGC 1404がある。

## 参考資料
1. 1 2 3  “NASA/IPAC Extragalactic Database”. Results for Fornax Cluster. 2006年10月8日閲覧。
2. 1 2 3 4  A List of Nearby Galaxy Groups - atlasoftheuniverse.com 超銀河座標による1億光年以内の銀河団のマップと座標一覧がある。
3. ↑  “Hubble Heritage Project”. Dwarf Irregulars and Galaxy Clusters. 2006年12月7日閲覧。
4. ↑  “Chandra X-Ray Observatory”. Fornax Cluster: Motions of Nearby Galaxy Cluster Reveal Presence of Hidden Superstructure. 2006年12月7日閲覧。
5. ↑  The old globular cluster system of the dIrr galaxy NGC 1427A in the Fornax cluster - SAO/NASA Astrophysics Data System